# Eskdale (Cumbria)
Eskdale è una valle di origine glaciale situata nella contea di Cumbria, in Inghilterra, all'interno della regione naturalistica nota come Lake District. Dal punto di vista amministrativo, costituisce una Parrocchia civile (Parish) che fa capo al borough di Copeland; ad un censimento del 2001 contava circa 260 abitanti.
La valle è delimitata dai monti Hardknott,  Sca Fell, Scafell Pike, Ill Crag, Esk Pike, Bow Fell e Crinkle Crags; deve il suo nome (letteralmente "valle dell'Esk") al fiume Esk che, sgorgando dallo Ska Fell, la attraversa da Est verso Ovest priva di sfociare nel Mare d'Irlanda. 
È attraversata da due strade asfaltate e da una ferrovia, la Ravenglass and Eskdale Railway, a carattere principalmente panoramico.
Eskdale costituisce un sito di interesse turistico, sia per i suoi paesaggi e le sue bellezze naturali che per la vicinanza a diverse aree di interesse: il villaggio di Ravenglass sulla costa, i ruderi romani del forte di Mediobogdum e il Castello di Muncaster.